# Diversidad sexual en Chile
La diversidad sexual y de género en Chile ha sido un tema de diversa consideración y cambio a lo largo de la historia del país. Por muchos años, temas como la homosexualidad, la transexualidad o la intersexualidad fueron históricamente temas tabú dentro de la sociedad chilena, y las personas de las diversidades sexuales sufrieron de rechazo y discriminación dentro de una sociedad fuertemente conservadora. Sin embargo, en los últimos años, se ha percibido un cambio considerable en la opinión pública chilena, donde se ha detectado un creciente y mayoritario apoyo al reconocimiento de los derechos de las personas lesbianas, gais, bisexuales, transgénero e intersexuales (LGBTI), siendo uno de los países con mayor nivel de aceptación y tolerancia en  América.
Durante gran parte de la historia chilena, la homosexualidad se mantuvo oculta al estar legalmente prohibida, pero sin procedimientos específicos destinados a su represión de forma masiva. La principal excepción fue la persecución de homosexuales durante el primer gobierno de Carlos Ibáñez del Campo y la promulgación de la «Ley de Estados Antisociales» de 1954 que afectaba específicamente a vagabundos, mendigos, locos y homosexuales.
Desde la transición a la democracia en 1990, el activismo LGBTI chileno ha logrado, a través de una mayor organización y visibilización, que la clase política haya respondido paulatinamente a sus demandas. La mayor parte de las disposiciones que penalizaban la sodomía fueron derogadas en 1999, siendo el penúltimo país restante de América del Sur en hacerlo. La edad de consentimiento sexual es a partir de los 14 años independiente de la orientación sexual.
En 2012, entró en vigencia la Ley que establece medidas contra la discriminación (conocida como «Ley Zamudio»), que incluye como categorías protegidas la orientación sexual, la identidad de género y, a partir de 2019, la expresión de género. Las Fuerzas Armadas de Chile derogaron todas las normas internas que impedían a homosexuales ingresar al Ejército, adecuando las prácticas y reglamentos de la institución a la legislación vigente, permitiendo desde entonces servir abiertamente a gais, lesbianas, bisexuales y personas transgénero.
En 2015 entró en vigencia la ley que crea el Acuerdo de Unión Civil, que constituye la primera norma legal que otorga un reconocimiento expreso a parejas del mismo sexo dentro del Derecho chileno, permitiéndoles a quienes contraigan dicha unión ser consideradas explícitamente como «familias». La Ley 21.400, promulgada el 9 de diciembre de 2021, que permite el matrimonio entre personas del mismo sexo junto con la adopción y filiación homoparental, entró en vigencia el 10 de marzo de 2022.
La Ley de identidad de género, vigente a partir de 2019, reconoce el derecho a la identidad de género autopercibida, permitiendo a mayores de 14 años el cambio de nombre y sexo en los documentos sin requisitos prohibitivos. Desde 1974, el cambio de sexo registral ha sido posible en el país mediante un proceso judicial, incluyendo a menores de edad. El reconocimiento del género no binario ha sido posible mediante un proceso judicial. En octubre de 2022 el Registro Civil de Chile otorgó la primera cédula de identidad no binaria del país, la cual tiene una «X» en lugar de una «F» (de femenino) o una «M» (de masculino).
Las terapias de conversión basadas en la orientación sexual o identidad de género y expresión de género, se encuentran prohibidas en el área de la salud por la Ley de Salud Mental (2021) y por la Circular B2 N.º 6 (2023) del Ministerio de Salud.
En virtud de la Ley 21.430, desde marzo de 2022 en Chile se prohíbe la discriminación basada en las «características sexuales», de esa manera se protege a niños, niñas y adolescentes intersex. En noviembre de 2023, mediante la Circular N.º 15 del Ministerio de Salud, quedan prohibidas las cirugías, procedimientos o tratamientos médicos innecesarios y no consentidos en personas recién nacidas, niños, niñas y adolescentes intersexuales.
Pese a la apertura que ha vivido la sociedad chilena y la promulgación de distintas leyes que protegen a las personas LGBTI, los casos de homofobia y transfobia persisten, y siguen siendo denunciados cada vez más, evidenciando un empoderamiento de la población para luchar por sus derechos y denunciar actos discriminatorios. Asimismo, ha existido un histórico rechazo de parte de la Iglesia católica y las iglesias evangélicas.

## Historia

Respecto de la homosexualidad en la cultura mapuche, historiadores plantean que eran aceptados en la comunidad como una persona con dos almas o dos presencias no materiales en su corporalidad.

Durante la época precolombina, la homosexualidad era un concepto considerado de diversas maneras por los distintos pueblos indígenas que habitaban el territorio. Para los mapuches, la sexualidad era igualitaria entre hombres y mujeres, por lo que un hombre afeminado no perdía ningún privilegio, poder o estatus, simplemente porque ser hombre no era distinto de ser mujer. Los machis antiguamente eran en su mayoría hombres, adornados y vestidos con elementos de características femeninas, puesto que el poder espiritual estaba asociado a dicho género. Según algunos investigadores, los machis weye, como eran denominados en mapudungun, practicaban la pederastia de forma pasiva, siendo acompañados por jóvenes que actuaban como si fueran sus maridos. En tanto, otros consideran que la idea de que los machis eran homosexuales o pederastas surgió cuando los conquistadores españoles llegaron a Chile e intentaron comprender las actitudes de los machis desde su perspectiva completamente diferente a la mapuche. El Imperio inca, que dominó la mitad norte de Chile, tenía a la homosexualidad asociada a conceptos de carácter religioso y sagrado, siendo practicada normalmente —incluso, las relaciones lésbicas eran bien vistas—; sin embargo, otras fuentes señalan castigos en contra de los homosexuales.
Con la Conquista de Chile por parte del Imperio español desde 1541 y la instauración del régimen colonial, la homosexualidad quedó prohibida y sancionada al igual que en la metrópolis, siguiendo los preceptos de la Iglesia católica. A pesar de ello, no era la Inquisición la encargada de sus castigos, sino los tribunales reales y el obispado.
Una vez consolidada la independencia de Chile, las normas que castigaban la homosexualidad se seguían aplicando las antiguas leyes españolas, hasta que en 1875 a través del artículo 365 del Código Penal las conductas homosexuales fueron tipificadas como crimen bajo el término inespecífico de «sodomía», nunca definida en el texto legal pero entendida por los penalistas, en general, como penetración anal, sin distinguir entre violación, pedofilia o relaciones consentidas. Esta tipificación contemplaba una pena de presidio menor en su grado medio (es decir, un rango entre los 541 días y los 3 años de prisión). Durante el siglo XIX, las causas criminales por sodomía aumentaron con respecto a los periodos anteriores y se concentraron principalmente durante el último tercio de dicha centuria. En los juicios incoados por sodomía se realizaban incluso exámenes médicos del ano y del recto de los imputados para poder determinar la veracidad de las acusaciones de sodomía existentes en su contra.
A partir de la década de 1920, la homosexualidad comenzó lentamente a ser aceptada en Chile, principalmente por parte de la aristocracia, fruto de los procesos de liberalización que se vivían entonces en Europa, principalmente en París, Londres y Berlín, los principales referentes culturales de la oligarquía. En los círculos artísticos y literarios chilenos, radicados principalmente en Santiago, la homosexualidad era vivida libremente, aunque no públicamente, e incluso diversos homosexuales eran muy influyentes, destacando personajes como Augusto D'Halmar, Hernán Díaz Arrieta (Alone) y Benjamín Subercaseaux. La literatura chilena de principios del siglo XX comenzó a desarrollar profusamente historias de temática homosexual, las que se iniciaron con la única novela de Alone, editada en 1915, donde se incluyó el primer personaje afeminado de la literatura nacional. Posteriormente, la novela Pasión y muerte del Cura Deusto, publicada en 1924 por D'Halmar —ganador del primer Premio Nacional de Literatura en 1942—, narraba el trágico amor de un sacerdote por otro hombre. Aunque la novela fue publicada inicialmente en España, es considerada como la primera que habla explícitamente de la relación entre personas del mismo sexo en Latinoamérica.
Durante el segundo gobierno de Carlos Ibáñez del Campo, a partir de 1952, nuevamente se aplicaron políticas represivas hacia los homosexuales. Durante su gobierno fue promulgada la Ley 11625 sobre Estados Antisociales y Medidas de Seguridad (1954), propuesta inicialmente durante el gobierno de su antecesor González Videla. La ley estableció diversas medidas de seguridad (como internaciones curativas, multas y presidio) contra grupos de «peligrosidad social», incluyendo a vagos, toxicómanos y homosexuales, entre otros. Esta ley requería de la dictación de un reglamento que permitiera su aplicación; si bien este reglamento nunca fue dictado y la ley fue derogada en 1994, tuvo una aplicación irregular, quedando registro de algunos homosexuales trasladados a localidades como Chanco y Parral.
Ya iniciados los años 1970, y durante el gobierno de la Unidad Popular encabezado por el presidente Salvador Allende, se dieron algunos hitos en la diversidad sexual. El 22 de abril de 1973 ocurrió en la Plaza de Armas de Santiago la primera manifestación de homosexuales en Chile. Cerca de unos veinticinco homosexuales y travestis que usualmente recorrían en las noches las calles Huérfanos y Ahumada en el centro de Santiago se reunieron para protestar por los abusos de Carabineros, que los apresaban continuamente por «faltas a la moral y las buenas costumbres», los golpeaban y rapaban la cabeza. Pese a esta represión, la manifestación se realizó con normalidad; sin embargo, los medios de comunicación se encargarían de los ataques a través de sus crónicas. El mismo año, Marcia Torres se convirtió en la primera persona en América Latina en someterse a una cirugía de reasignación de sexo; existen distintas versiones sobre la fecha y lugar exactos de la operación, ya que algunas fuentes señalan que ocurrió el 3 de marzo en el Hospital Clínico San Borja Arriarán, mientras que el doctor Salas Vieyra —en entrevista con la revista Vea— señala que esta se realizó en la Clínica República a mediados de mayo.
Al ser derrocado el gobierno de Salvador Allende, se inició una dictadura militar al mando de Augusto Pinochet que se extendería hasta 1990. La dictadura militar estableció una fuerte represión en toda la sociedad chilena por cerca de diecisiete años, y la comunidad homosexual y transexual no estuvo exenta de ello. El establecimiento del toque de queda en el país afectó directamente a la vida bohemia donde se expresaba con más fuerza la comunidad homosexual, mientras que las fuerzas militares y policiales realizaron continuas redadas a locales, con mucha violencia especialmente hacia los transexuales, muchos de los cuales debían esconderse en muebles para no ser atacados. Las persecuciones particularmente hacia homosexuales generaron una fuerte estela de desconfianza y miedo entre las personas. En muchos casos, la violencia se manifestó en tratos denigrantes, detenciones, torturas y asesinatos por el solo hecho de ser homosexual.
Pese a la violenta represión, en la época de la dictadura militar comenzaron a crearse las primeras organizaciones para comunidades homosexuales aunque de manera ilegal y oculta. La primera, llamada «Movimiento Integración», fue creada en 1977 por un grupo de profesionales vinculados a la Pontificia Universidad Católica de Chile y apoyada por el sacerdote holandés Cornelio Lemmers —afín a la Teología de la Liberación— y realizaba diversos encuentros en viviendas privadas o en un local llamado El delfín, así como también un congreso en 1982, pero finalmente se disolvió al año siguiente. El año 1984 vio el nacimiento de la Colectiva Lésbica Ayuquelén (pretendiendo significar «la alegría de ser»  en mapudungun), el primer grupo lésbico feminista nacional. Aunque su nacimiento se originó luego de la visita de algunas feministas chilenas a la segunda Reunión de Feministas de América Latina y el Caribe realizada en Perú el año anterior, el punto de inflexión fue el asesinato de la escultora y artista Mónica Briones ese año.
El 22 de agosto de 1984 se registraba en Chile la primera víctima en el país de VIH/sida con el fallecimiento del profesor de castellano Edmundo Rodríguez Ramírez a los 38 años en el Hospital Clínico de la Universidad Católica de Chile; como producto del avance de la enfermedad entre la comunidad LGBTI del país, el 28 de julio de 1987 surge la Corporación Chilena de Prevención del Sida, más conocida como Acción Gay, primera organización en el país dedicada a generar conciencia sobre el VIH/sida.
El fin de la dictadura militar en 1990 y el inicio de la transición chilena a la democracia generaron una oportunidad para los colectivos LGBTIQ+ para la manifestación y la reivindicación de sus derechos. En 1991, en la ciudad sureña de Coronel se realizó el primer Congreso Homosexual Chileno, que contó con la participación de diversas organizaciones nacidas durante la dictadura como Ayuquelén. En dicho congreso participaron representantes de Santiago que, el 28 de junio de ese año, darían vida al Movimiento de Liberación Homosexual (Movilh), que se convertiría posteriormente en una de las principales agrupaciones de activismo LGBTIQ+. Con el advenimiento del siglo XXI, la aceptación de la homosexualidad comenzó a aumentar rápidamente en la población chilena y las muestras públicas de homofobia comenzaron a declinar. La influencia de la televisión fue de gran importancia para ello: algunos rostros conocidos del mundo artístico salieron del clóset, visibilizando la existencia de homosexuales para una parte importante de la ciudadanía, dando paso luego a programas (principalmente, de ficción) que mostraban la vida de personajes homosexuales. El primer hito al respecto fue la sitcom Vivir al día de La Red, emitida en 1998 y que por primera vez presentaba un personaje homosexual (interpretado por Nicolás Huneeus) que poseía pareja, salía del clóset con su grupo de amigos y no era caricaturizado en la historia.
Las marchas del orgullo gay que comenzaron tímidamente a fines de la década de 1990, lograron mayor relevancia. La primera marcha del orgullo en Santiago se realizó a lo largo de la Alameda el 27 de junio de 1999, en conmemoración del Día Internacional del Orgullo LGBT. Esta fecha, sin embargo, fue trasladada al año siguiente al mes de septiembre para evitar el invierno austral. En paralelo, Movilh organizó la «Gay Parade» en noviembre. En sus primeros años, estos eventos no superaron las 5000 personas, pero a medida que mejoró la aceptación dentro de la sociedad, el número de asistentes creció. En 2010, la «Gay Parade» congregó a más de 40 000 asistentes en el Paseo Bulnes, y este tipo de eventos se replicaron en otras ciudades de Chile, aunque a menor escala.
Uno de los casos más emblemáticos de homofobia en Chile ocurrió en marzo de 2012, cuando el joven Daniel Zamudio fue atacado y torturado por un grupo homofóbico en el Parque San Borja, en el centro de Santiago. Tras 25 días internado, falleció producto de las graves heridas. El ataque a Zamudio generó una ola de indignación transversal en la sociedad chilena y puso en el tapete por primera vez la necesidad de detener la homofobia y los delitos de odio contra las minorías sexuales. La repercusión llegó a niveles inesperados y el presidente Sebastián Piñera repudió directamente el hecho y reafirmó el compromiso de su gobierno con terminar con los crímenes de odio. El caso fue tratado por organizaciones internacionales como la Comisión Interamericana de Derechos Humanos, quien instó al Gobierno chileno investigar los hechos de manera «inmediata y seria», mientras la Oficina del Alto Comisionado de las Naciones Unidas para los Derechos Humanos (ACNUDH) publicó una nota llamando a las autoridades chilenas a legislar en contra de la discriminación siguiendo estándares internacionales.

## Legislación y derechos de la diversidad sexual y de género

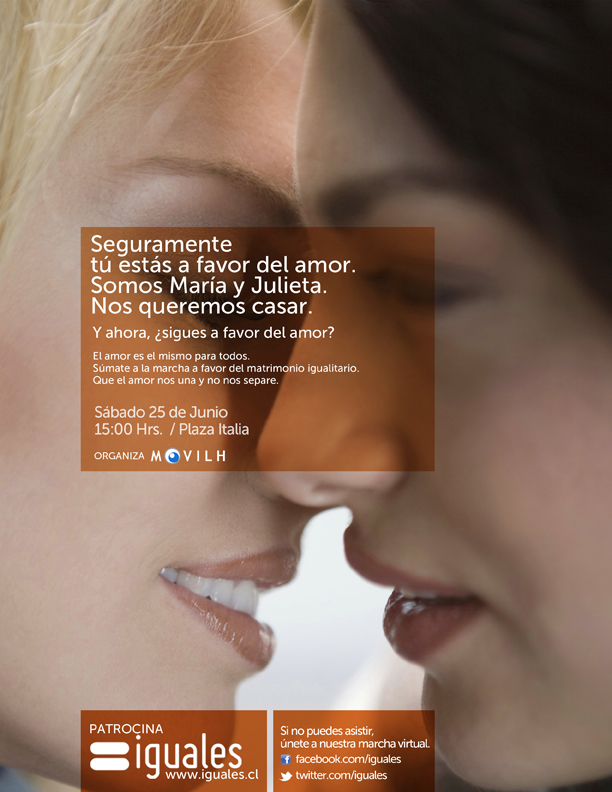
Campaña de apoyo al matrimonio entre personas del mismo sexo en Chile convocando a una marcha el 25 de junio de 2011.
(Ver campaña en vídeo: Hombre, Mujer)

Los derechos civiles de lesbianas, gays, bisexuales, transgénero e intersexuales (LGBTI) en Chile han avanzado significativamente en el siglo XXI y en la actualidad son bastante avanzados.
La actividad sexual entre hombres y mujeres del mismo sexo es legal en Chile desde 1999, siendo uno de los últimos países sudamericanos en hacerlo. En 2012 se aprobó una ley que prohíbe la discriminación arbitraria y establece un agravante en los delitos cometidos con base en la orientación sexual y la identidad de género. Las Fuerzas Armadas y las Fuerzas de Orden y Seguridad permiten que gays, lesbianas, bisexuales y transgénero puedan servir abiertamente en sus filas. 
Las parejas del mismo sexo pueden registrarse oficialmente. En 2015, se implementó una ley de unión civil tanto para parejas heterosexuales como homosexuales, con beneficios legales similares pero no iguales a los del matrimonio. Luego de varias demandas, incluida una en la Comisión Interamericana de Derechos Humanos, el gobierno chileno propuso un proyecto de ley para el matrimonio igualitario en 2017. El 9 de diciembre de 2021, se aprobó la Ley de Matrimonio Igualitario y las parejas del mismo sexo pueden casarse, adoptar y registrar conjuntamente a sus hijos desde el 10 de marzo de 2022.
La transición legal de género ha sido posible en el país a través de procesos judiciales, registrándose el primero en 1974. En 2019, una ley reconoce el derecho a la identidad de género autopercibida, permitiendo a las personas mayores de 14 años cambiar su nombre y género en los documentos sin requisitos prohibitivos. A pesar de los avances legales, las personas lesbianas, gais, bisexuales, transgénero e intersexuales en Chile pueden enfrentar desafíos no experimentados por personas no LGBTI. 
El artículo 373 del Código Penal, basado en "las ofensas al pudor, la moral y las buenas costumbres" ha sido usado durante años por la policía para detener en forma arbitraria y acosar a homosexuales y transexuales. Sin embargo, el "XIV Informe Anual de los Derechos Humanos de la Diversidad Sexual" del año 2015, elaborado por el Movilh, destaca en su capítulo relacionado con atropellos policiales y detenciones arbitrarias, que “por primera vez en siete años no se registraron atropellos policiales contra personas LGBTI, positiva realidad en la que ha incidido la labor del Departamento Derechos Humanos de Carabineros, que ha reaccionado rápidamente a cualquier denuncia sospechosa de homofobia y transfobia, además de promover entre los funcionarios variadas charlas de capacitación”.

### Legalización de la homosexualidad
La homosexualidad en Chile se penalizó de jure con la promulgación del Código Penal. El artículo, redactado originalmente en 1875 versaba sobre las prácticas de sodomía y las tipificaba como delito. Se estipulaba para los culpables una pena de presidio menor en su grado medio, es decir, un rango entre los 541 días y los 3 años de presidio. Dicho artículo, en su redacción original, se mantuvo vigente por más de 120 años. En 1994, a fines del gobierno de Patricio Aylwin, comenzaron los primeros intentos por modificar dicha ley, pero solo en julio de 1999 se logró eliminar el carácter de delito de las relaciones homosexuales carnales entre adultos.

#### Edad de consentimiento sexual
En Chile, la edad de consentimiento es de 14 años.
Anteriormente, se encontraba en vigencia el Artículo 365 del Código Penal que establecía una diferenciación en la edad de consentimiento sexual, de 18 años para hombres homosexuales y de 14 años para heterosexuales y lesbianas. El artículo decía lo siguiente: 

Art. 365. El que accediere carnalmente a un menor de dieciocho años de su mismo sexo, sin que medien las circunstancias de los delitos de violación o estupro, será penado con reclusión menor en sus grados mínimo a medio.
Código Penal de Chile, 12 de julio de 1999.

En 2011, el Tribunal Constitucional de Chile rechazó, en una dividida votación, un requerimiento de inaplicabilidad del artículo. Sin embargo, la sentencia esclareció que la norma no es aplicable a mujeres, por lo que la edad de consentimiento sexual para lesbianas es igual a las de los heterosexuales. En agosto de 2018, por 5 votos a favor y 5 votos en contra, el Tribunal Constitucional nuevamente rechazó declarar el artículo 365 como inconstitucional, validando por segunda vez en su historia que la edad consentimiento sexual para hombres gais sea de 18 años, mientras para heterosexuales y lesbianas es de 14 años.
El 16 de agosto de 2022 fue aprobado en su último trámite en el Congreso Nacional —mediante la Cámara de Diputadas y Diputados— el proyecto de ley que incluyó la derogación del artículo 365 del Código Penal, igualando la edad de consentimiento entre personas heterosexuales y homosexuales, la ley fue publicada en el diario oficial y entró en vigencia el 24 de agosto de 2022.

### Identidad y expresión de género
En Chile, las personas transgénero son a menudo asociadas con la homosexualidad. A partir del siglo XXI, los derechos de esta comunidad han comenzado a ser reconocidos legalmente. Desde 2012, la Ley N.º 20.609 reconoce expresamente la valoración y protección jurídica de la identidad de género, prohibiendo discriminaciones sobre tal base. La Ley de identidad de género, vigente desde diciembre de 2019, permite a las personas trans mayores de 14 años cambiar su nombre y sexo registral. Hasta diciembre de 2022, 5228 personas han cambiado legalmente su sexo registral según lo informado por el Servicio de Registro Civil e Identificación. Anterior a dicha ley, el cambio de nombre y sexo legal era posible, cuando los mismos no coincidían con la identidad de género autopercibida de la persona, mediante un proceso judicial. Según datos oficiales del Servicio de Registro Civil e Identificación, entre 2007 y 2016, 186 personas cambiaron su sexo registral, incluyendo a menores de 14 años.

#### Ley de Identidad de Género
La Ley 21.120 que Reconoce y da protección al derecho a la Identidad de género, presentada en 2013 y promulgada en 2018, establece un procedimiento legal que permite el cambio de nombre y sexo registral en documentos oficiales. Para mayores de 18 años el cambio se solicita presentando una solicitud ante el Servicio de Registro Civil e Identificación, sin ser requisitos acreditar terapia de sustitución hormonal o someterse a una cirugía de reasignación de sexo.
Los menores de 18 y mayores de 14 años deberán efectuar el trámite ante tribunales de familia, ya sea a través de su representante legal o por sí mismos, si es que el juez acepta esta última modalidad. Para tales efectos, deben acompañarse antecedentes sobre el contexto psicosocial y familiar del adolescente y de sus parientes. Los menores de 14 años, si bien no podrán hacer el cambio de sexo registral mediante la ley, sí son reconocidos en su condición de trans.
La Ley garantiza como principios básicos la no patologización, la no discriminación arbitraria, la confidencialidad, la dignidad en el trato, el interés superior del niño y la autonomía progresiva. Además, para que entre en vigencia, la ley establece la creación de dos reglamentos que comprenden programas de acompañamiento de transición de género para menores de edad, y otro sobre los requisitos y acreditación para el cambio de nombre y sexo registral. Por último, se agrega a la Ley Zamudio la expresión de género como categoría protegida de la discriminación.
Luego de cinco años de discusión, el 5 de septiembre de 2018, el Senado aprobó el proyecto de ley por 26 a votos a favor y 14 en contra. El 12 se septiembre la Cámara de Diputados hizo lo mismo con 95 a favor y 46 en contra. El 25 de octubre de 2018, el Tribunal Constitucional declara la constitucionalidad de la ley aprobada. El 28 de noviembre de 2018, el presidente Sebastián Piñera firma y promulga la ley. El 10 de diciembre de 2018, la ley es publicada en el Diario Oficial. El 13 de agosto de 2019, se publica en el Diario Oficial el Reglamento que regula el procedimiento administrativo de rectificación de nombre y sexo ante el Registro Civil. El 29 de agosto de 2019, es publicado el Reglamento sobre acompañamiento a  menores de edad. La ley entró en vigencia el 27 de diciembre de 2019, 120 días después de la publicación del último reglamento.
En abril de 2025, el Tribunal Constitucional declaró inaplicables por inconstitucionalidad la expresión “mayor de catorce años” presente en los artículos 12, 13, 14, 15, 16 y 17 de la Ley de Identidad de Género que solo establece un procedimiento para menores entre 14 y 18 años. De esta forma el tribunal acogió el requerimiento de solicitud de cambio de sexo presentado por la madre de una niña trans de 10 años. La sentencia solo se aplica a este caso en especifico.

##### Programa Crece con Orgullo
En 2023 comenzó a operar el Programa “Crece con Orgullo” de Acompañamiento a la Identidad de Género (PAIG), el cual está dirigido a niñas, niños y adolescentes de 3 a 17 años. El programa incluye atención de afirmación de género, orientación familiar e inclusión del menor en el entorno educacional. El programa estatal nació al amparo del Decreto 3 (2019) que Aprueba el Reglamento del artículo 26 inciso primero de la Ley 21.120, que reconoce y da protección al Derecho a la Identidad de Género.
El 15 de mayo de 2025, la Cámara de Diputados aprobó el "Informe de la Comisión Especial Investigadora encargada de reunir antecedentes sobre los actos del Gobierno relacionados con los planes y programas de acompañamiento para personas cuya identidad de género no coincida con su nombre y sexo registral (CEI 57)". El informe, enfocado en los menores de edad trans, propone eliminar el Programa de Acompañamiento a la Identidad de Género (PAIG), modificar la Ley de Identidad de Género restringiendo la autonomía progresiva, prohibir cualquier tratamiento hormonal a menores de edad y la derogación de la Circular 812 que protege la identidad de género en las escuelas, entre otras recomendaciones. El documento aprobado por 56 votos a favor, 30 en contra y 6 abstenciones, tiene un carácter legal de recomendación, no es obligatorios y tampoco tiene fuerza de ley.

#### Cambio de sexo registral (1974-2018)
En 1974, Marcia Alejandra Torres se convirtió en la primera persona en Chile en cambiar legalmente su nombre y sexo registral en su certificado de nacimiento luego de someterse a una cirugía de reasignación de sexo. Previamente, en marzo de 1973, Marcia era la primera persona en el país en someterse a una operación para reasignar su sexo de masculino a femenino.
Hasta 2018 que fue promulgada la Ley de identidad de género, en Chile no existía una normativa específica que regulara el procedimiento, ni requisitos específicos, para lograr el cambio de sexo legal en los documentos. Se debía iniciar un proceso legal para cambiar el nombre y sexo registral ante un Tribunal Civil, haciendo uso del procedimiento de cambio de nombre contemplado en la Ley N.º 17.344. Para ello, se debían presentar testigos y adjuntar, de acuerdo a los requisitos de cada juez, evaluaciones psicológicas y psiquiátricas, y certificados que acrediten eventuales intervenciones quirúrgicas (histerectomía, mastectomía, implantes mamarios, cirugía de reasignación de sexo) o terapia de sustitución hormonal. El o la demandante era sometido a evaluaciones solicitadas por los Tribunales al Servicio Médico Legal. La resolución de la sentencia quedaba a criterio del Tribunal, que podía en algún momento aprobar solo el cambio de nombre, dejando el mismo sexo biológico asignado al nacer, o modificar ambos.
En mayo de 2007, el activista transgénero Andrés Rivera Duarte logró mediante sentencia judicial el cambio de su nombre y sexo registral. Anteriormente, en enero de 2007, una mujer transgénero de Antofagasta había logrado modificar su nombre de acuerdo a su identidad de género. En ambos casos, por primera vez, no fue requisito necesario someterse a una cirugía de reasignación de sexo. Diversos fallos judiciales han permitido el cambio de nombre y sexo en los documentos, donde una cirugía de cambio de sexo no ha sido requisito para el juez.

#### Circular 812 sobre estudiantes trans
En abril de 2017, el Ministerio de Educación emitió la Circular ministerial N.º 0768 titulada "Derechos de las niñas, niños y estudiantes trans en el ámbito de la educación", que establece que los establecimientos educacionales deben respetar los derechos de los estudiantes trans, y adoptar medidas de apoyo de acuerdo a su identidad de género, entre ellas, garantizar el uso del nombre social en todos los espacios educativos, el derecho a llevar uniformes, ropa deportiva o accesorios de acuerdo a su identidad de género, y facilitar instalaciones para el uso de baños y duchas según las necesidades específicas. El documento se dirige a los sostenedores y directores de establecimientos educacionales del país y señala que el incumplimiento de las medidas constituye una infracción sancionada conforme a la gravedad de la misma.
El 21 de diciembre de 2021, la Superintendencia de Educación sustituyó la Circular 768 emitida en 2017, por la Resolución Exenta N.º 0812 que "Garantiza el derecho a la identidad de género de niñas, niños y adolescentes en el ámbito educacional". La nueva resolución actualiza y amplía derechos para los niños, niñas y adolescentes trans en función de los principios de la Ley 21.120 de Identidad de Género promulgada en 2018.
Entre otras modificaciones, la Resolución 812 añade como principios orientadores la integración y la inclusión, con el fin de “eliminar todas las formas de discriminación arbitraria que impidan el aprendizaje y la participación de los y las estudiantes”. Permite a mayores de 14 años solicitar a  los establecimientos educacionales que se respete su identidad de género y nombre social en forma autónoma a sus apoderados. Incorpora los principios de la Ley de Identidad de Género: la no patologización, la confidencialidad, la dignidad en el trato y la autonomía progresiva del niño o niña. Sobre la autonomía progresiva, la Resolución  establece que “todo niño, niña o adolescente podrá ejercer sus derechos por sí mismo, en consonancia con la evolución de sus facultades, edad y madurez”.
La circular incorpora como derecho el reconocimiento y protección de su identidad y expresión de género. Del mismo modo se establece que los niños, niñas y adolescentes trans  deben ser tratados siempre y sin excepción  por su nombre social en todos los espacios educativos, así como utilizar uniforme, ropa deportiva o accesorios, y la utilización de servicios higiénicos como baños y duchas de acuerdo su identidad de género. “Los establecimientos educacionales podrán agregar en el libro de clases el nombre social del niño, niña o adolescente, para facilitar su integración y su uso cotidiano, sin que este hecho constituya infracción a las disposiciones que regulan esta materia. Asimismo se podrá usar el nombre social en todo tipo de documentación afín, tales como informes de personalidad, comunicaciones al apoderado, informes de especialista de la institución, diplomas, listados públicos, entre otros”, finaliza la resolución.

#### Género no binario

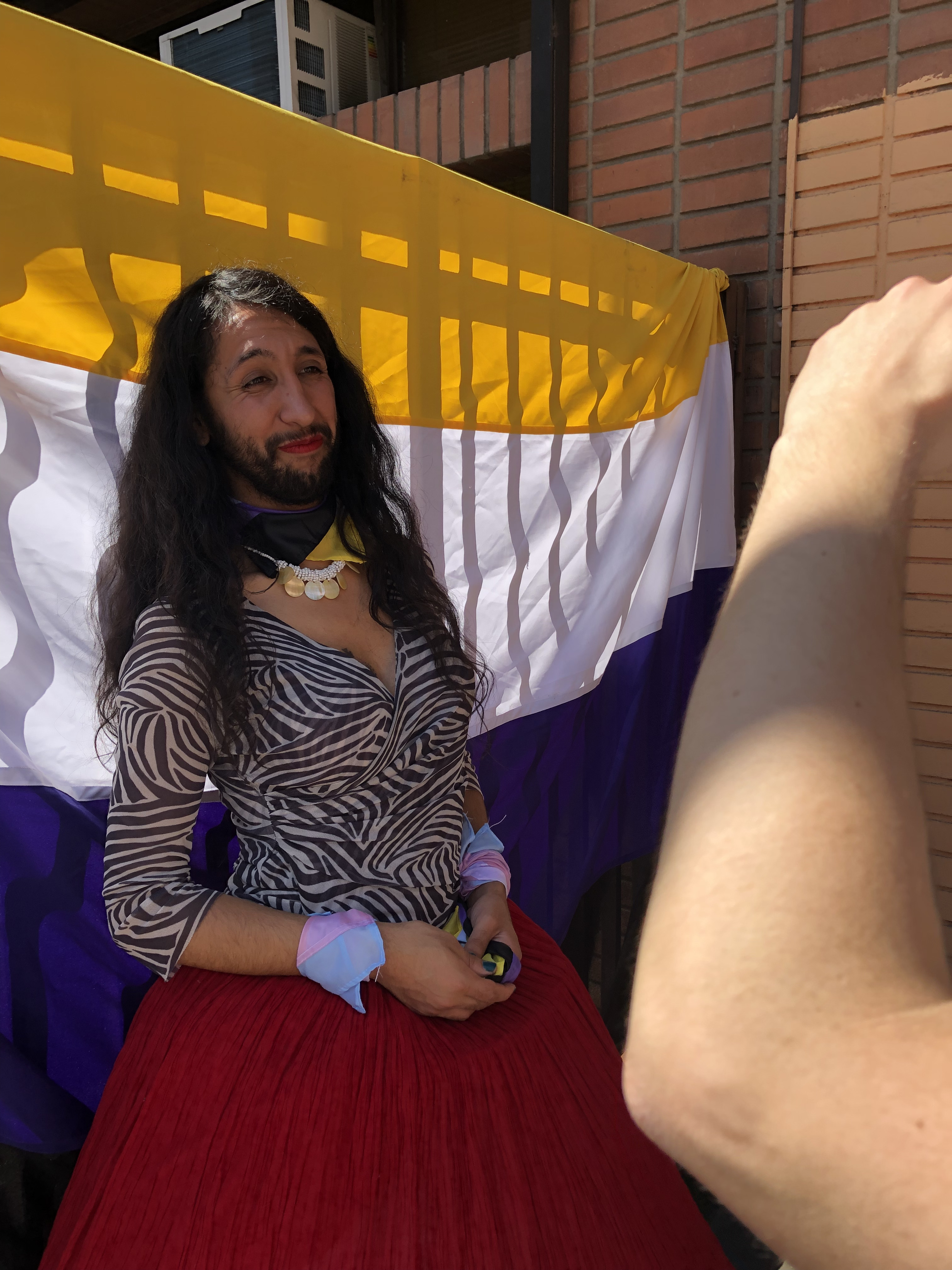
Shane Cienfuegos el día que recibió su cédula que le identifica como persona no binaria.

En Chile el reconocimiento del género no binario en los documentos oficiales es posible mediante un proceso judicial. Un fallo del Tercer Juzgado de Familia de Santiago, emitido el 25 de abril de 2022, ordenó al Servicio de Registro Civil e Identificación modificar el nombre de un adolescente e identificarlo en su sexo registral como no binario, siendo la primera resolución judicial de su tipo en el país. El 25 de mayo de 2022, el Primer Juzgado Civil de Santiago dictó sentencia reconociendo a una persona mayor de edad como no binaria y ordenando al Registro Civil la rectificación de la partida de nacimiento, en la cual aparecerá el marcador "X" en lugar de "femenino o masculino".
El 14 de octubre de 2022 fue entregada por primera vez una cédula de identidad a una persona identificada como no binaria; el Servicio de Registro Civil e Identificación de Chile le otorgó su nuevo documento de identidad a Shane Cienfuegos luego de una sentencia judicial hecha por la Corte de Apelaciones de Santiago en julio de 2022, y en el campo destinado a su sexo está identificado con una letra X. Por otra parte, el primer pasaporte chileno con marcador de género no binario fue otorgado a Valentino Victoria Liberona el 16 de mayo de 2023.

#### Políticas públicas
En 2001, el Registro Civil emitió un instructivo que permite a las personas transexuales de todo el país sacar su cédula de identidad sin necesidad de modificar su apariencia. El año 2009, la Dirección Nacional de Gendarmería ordenó el término de la sanción disciplinaria contra reclusos transexuales que les impedía vestir de acuerdo a su identidad de género.
En 2011, el Ministerio de Salud (Minsal) emitió la Circular N.º 34 instruyendo a todos los centros asistenciales del país el uso del nombre social de las personas trans durante el trato y la atención, así como también en los registros de identificación, ficha clínica, exámenes, recetas y otros procedimientos, y considerar la hospitalización según la expresión de género de la persona. En 2012, la Circular N.º 21 reiteró las instrucciones de 2011 sobre la atención de las personas trans en la red asistencial, poniendo énfasis en que siempre se debe usar el nombre social de las personas trans en espacios de Salud.
En 2012, el Servicio Médico Legal emitió la Circular N.º 1297 que instruye el cumplimiento de la "Guía Técnica Pericial de Sexología Forense para casos de personas trans e intersex". El documento tiene por objeto salvaguardar la integridad física y mental de las personas y garantizando la protección de la dignidad, ante las pericias que solicitan los tribunales civiles por cambio de nombre y sexo registral.
En 2013, en el primer gobierno de Sebastián Piñera, trascendió a través de la organización Movilh que se dispondría de financiamiento para los procesos médicos de readecuación corporal a personas transgénero, a través del Fondo Nacional de Salud (Fonasa), lo cual fue desmentido por el Consejo para la Transparencia a solicitud de le activista trans Michel Riquelme Norambuena. Lo que se perseguía era cubrir las etapas en el sistema de salud para adecuar el cuerpo a la identidad de género son la asistencia psicológica, la adecuación corporal hormonal y la adecuación corporal quirúrgica. Anteriormente, en 2011, el Minsal emitió el primer protocolo que regula a nivel nacional los procedimientos médicos para las cirugías de reasignación corporal, el cual también fue cuestionado por Constanza Valdés ante la Contraloría General de la República en el año 2023, quien indicó que la Vía Clínica sería ilegal, dado que en la actualidad el Artículo 5 de la Ley 21120, indica la prohibición de patologizar a las personas trans.
En febrero de 2017, la Dirección del Trabajo de Chile publica el Instructivo que orienta sobre los derechos de las personas trans en el ámbito laboral, específicamente sobre el uso de baños relativo al Decreto Supremo 594 y respecto al derecho al respeto de la identidad de género autopercibida.
En octubre de 2019, se emite La Circular 336 por la Superintendencia de Salud, que tiene como objetivo velar por la dignidad e igualdad en el trato a las personas transgénero, estableciendo la improcedencia de que las Instituciones de Salud Previsional (ISAPRE) exijan información sobre la identidad de género en el proceso de suscripción del contrato de salud. Establece que la identidad de género no es una enfermedad, una patología ni una condición de salud, sino que forma parte de los atributos inherentes de la persona humana.
En noviembre de 2020, Gendarmería de Chile publica la Resolución Exenta 5716 que aprueba disposiciones que instruyen sobre el respeto y garantía de la identidad y expresión de género de las personas trans privadas de libertad y de aquellas que visiten establecimientos penitenciarios. El protocolo establece el respeto del género y nombre social en los registros, garantiza la manifestación de la expresión de género, además, indica que el lugar de reclusión y segmentación serán establecimientos que correspondan según la identidad de género. En cuanto a la salud, el instructivo indica que las personas trans serán examinadas al momento de entrar a la cárcel por un médico por si requieren tratamientos hormonales, quirúrgicos de reasignación de sexo, o apoyo en materia de salud mental. Establece que se propenderá que para los procedimientos de registro corporal sean realizados por personal del mismo género con el que se identifique la persona trans. Las medidas aplican a los adolescentes trans recluidos en secciones juveniles.
En diciembre de 2020, el Departamento de Extranjería y Migración emite la Circular sobre la aplicabilidad de la Ley de Identidad de Género en materia de extranjería. El documento detalla a los funcionarios del departamento las orientaciones que deben entregar a migrantes trans sobre el procedimiento para el cambio de nombre y sexo legal en el marco de la ley, asimismo se exige brindar un tratamiento y trato digno de acuerdo a la identidad de género y respeto del nombre social de aquellos que aún no ha rectificado su partida de nacimiento.
En enero de 2022, la Dirección del Trabajo publica dictamen Ord. 147/2022 sobre protección a la maternidad de trabajadores trans masculinos embarazados. La normativa establece que “el trabajador trangénero masculino en estado de embarazo tiene derecho a las garantías que otorgan todas las normas protectoras de la paternidad, maternidad y vida familiar reguladas  en el Título II del Libro II del Código del Trabajo resultando por tanto obligatorio para el empleador en el caso concreto proveer el mismo trato conferido a las trabajadoras mujeres en dicho estado”.

### Intersexualidad

Protección contra prácticas médicas nocivas en niños intersex
Prohibición legal de prácticas nocivas
Suspensión reglamentaria de prácticas nocivas

Reconocimiento legal de tercer sexo o género no binario por país o territorio
Opción no binaria o de tercer género disponible como opción voluntaria
Disponible como opción voluntaria solo para personas intersexuales
Obligatorio para algunos intersex recién nacidos, y opcional
Obligatorio para algunos intersex recién nacidos
Opción no binaria o de tercer género no legalmente reconocida, o sin datos

Desde el 15 de marzo de 2022 Chile prohíbe la discriminación por “características sexuales” en el marco de la Ley 21.430 de Garantías y Protección Integral de los Derechos de la Niñez y la Adolescencia.
De acuerdo a cifras oficiales del Servicio de Registro Civil e Identificación de Chile, entre 2006 y 2017, 269 niños han sido inscritos bajo la categoría de "sexo indefinido" al no poder inscribir al recién nacido en la categoría de hombre o mujer. El Registro Civil indica que los nacimientos indeterminados, corresponden a nacimiento que según comprobante de parto suscrito por profesional médico, el sexo del recién nacido es ambiguo. La legislación no establece plazo para determinar el sexo.
El 22 de diciembre de 2015 el Ministerio de Salud emitió la Circular N.º 18 ordenando a los centros médicos detener toda intervención quirúrgica a niños y niñas intersexuales: “Se instruye a que se detengan los tratamientos innecesarios de “normalización” de niños y niñas intersex incluyendo cirugías de genitales irreversibles hasta que tengan edad suficiente para decidir sobre sus cuerpos”, indica la circular firmada. Sin embargo, el 23 de agosto de 2016 el Ministerio emitió la circular N.º 7 de 2016 complementando la anterior, pero volviendo a permitir cirugías. La circular indica que la anterior recomendación que alude a no realizar cirugías genitales innecesarias, no se refiere a patologías en que existe un sexo claramente determinado, tanto genética y/o somáticamente como por ejemplo criptorquidia, hipospadias aisladas, malformaciones cloacales y extrofias. El 7 de noviembre de 2023 el Ministerio de Salud emitió la Circular N.º 15, que volvió a prohibir las cirugías, procedimientos o tratamientos médicos innecesarios y no consentidos en personas recién nacidas, niños, niñas y adolescentes intersex. La resolución, emitida tomando en consideración la Convención de los Derechos del Niño y la Ley 21.430 sobre Garantías y Protección Integral de los Derechos de la Niñez y la Adolescencia, revierte la circular emitida en 2016.
El 3 de agosto de 2021 el Senado aprobó el proyecto de ley que modifica y fortalece la ley N.º 20.609, que establece medidas contra la discriminación, agregando las características sexuales como categoría protegida de la discriminación, además de incorporar la protección a personas intersexuales en el Código del Trabajo y en el Código Penal mediante la nueva definición de agravante penal. El proyecto de ley pasó a discusión en la Comisión de Derechos Humanos y Pueblos Originarios de la Cámara de Diputadas y Diputados.
El 14 de diciembre de 2021 fue ingresado como moción al Senado el «Proyecto de ley que modifica diversos cuerpos legales, con el objeto de otorgar reconocimiento y protección a las personas intersexuales» (Boletín 14748-17). El proyecto modifica la Ley de Identidad de género para incorporar en el documento nacional de identidad la categoría sexo/género "no binario", e incluir a las personas intersexuales, no binarias y con características sexuales diversas en el reconocimiento del principio de no patologización. Además, modifica la Ley Zamudio para incorporar como categorías protegidas de la discriminación a "las características sexuales diversas y el estatus no binario e intersexual.” La iniciativa pasa a discusión en la Comisión de Derechos Humanos, Nacionalidad y Ciudadanía del Senado.

### Reconocimiento de uniones del mismo sexo
En marzo de 2015, el Departamento de Extranjería lanzó una circular que permite a los matrimonios igualitarios y uniones civiles contraídos en el extranjero, optar a la residencia temporaria en Chile. La residencia temporaria habilita a vivir en el país y realizar cualquier actividad lícita, sin limitaciones especiales. Tras dos años se puede acceder además a la residencia definitiva.

#### Unión civil
En agosto de 2011, el presidente Sebastián Piñera presentó al Congreso el proyecto de ley sobre el Acuerdo de Vida en Pareja (AVP), siendo la primera propuesta oficial del Gobierno de Chile para otorgar reconocimiento legal a las uniones del mismo sexo.
El 28 de enero de 2015, el Congreso chileno aprobó el proyecto de ley que permite las uniones civiles de parejas del mismo sexo, conocido ahora como Acuerdo de Unión Civil (AUC). El proyecto fue aprobado por 25 votos a favor, 6 en contra y 3 abstenciones en el Senado, y 78 votos a favor, 9 en contra y 4 abstenciones en la Cámara de Diputados.
La nueva ley fue promulgada el 13 de abril de 2015 por la presidenta Michelle Bachelet. "Hoy es un día en que avanzamos como sociedad, estamos dando un paso fundamental en este camino de derechos, de justicia, y de respeto a la libertad individual", sostuvo la jefa de Estado. La ley de Acuerdo de Unión civil entró en vigencia el 22 de octubre de ese mismo año.

#### Ley de Matrimonio Igualitario

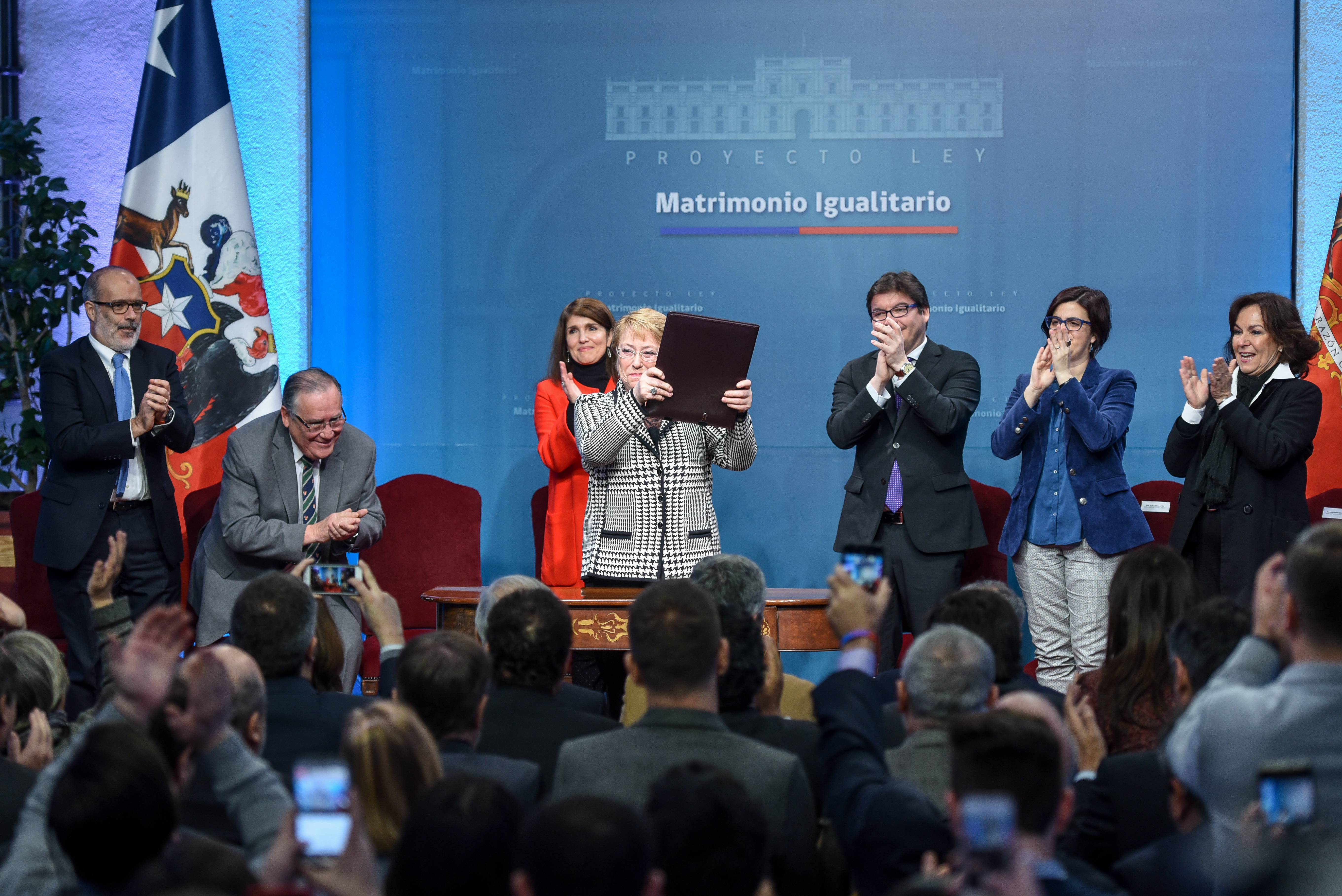
Michelle Bachelet y parte de su gabinete en la firma del proyecto de ley de matrimonio igualitario.

El 28 de agosto de 2017, la presidenta Michelle Bachelet firmó el Proyecto de Ley de Matrimonio Igualitario, cumpliendo una promesa de campaña y como parte del «Acuerdo de Solución Amistosa» que firmó el Estado de Chile con el Movimiento de Integración y Liberación Homosexual (Movilh), en el marco de la demanda presentada frente a la Comisión Interamericana de Derechos Humanos (CIDH). El proyecto modifica la definición de matrimonio del artículo 102 del Código Civil, reemplazando la frase que lo determina como la unión «entre un hombre y una mujer», por «la unión entre dos personas». Además, la iniciativa contempla el derecho de adopción conjunta y filiación para parejas del mismo sexo, y la eliminación de la conducta homosexual como causal de divorcio por culpa.
El 1 de junio de 2021, durante su última Cuenta Pública, el presidente Sebastián Piñera anunció que pondría urgencia al proyecto de ley de matrimonio igualitario presentado durante el segundo gobierno de Michelle Bachelet. Dos días después de la Cuenta Pública, el 3 de junio de 2021, el presidente Piñera envió al Senado el proyecto de ley de matrimonio igualitario con la indicación de "Suma Urgencia", lo que significa que la cámara alta del poder legislativo tiene quince días para despachar la iniciativa. Sin embargo, muchas personas interpretaron este cambio de postura como pinkwashing al producirse en el momento de menor popularidad del presidente y tras varios años en los que no se había impulsado ninguna política pública en favor de los derechos LGBTI.
Luego de más de 4 años de tramitación legislativa, el proyecto de ley fue aprobado definitivamente el 7 de diciembre de 2021 por ambas cámaras del Congreso Nacional, siendo despachado para su promulgación por parte del presidente de la República (ocurrida dos días después) y la publicación en el Diario Oficial de la República de Chile el 10 de diciembre, entrando en vigencia el 10 de marzo de 2022.

### Adopción y filiación
A partir del 10 de marzo de 2022 es legal la adopción conjunta y la filiación homoparental, luego de la entrada en vigencia de la Ley 21.400 de Matrimonio Igualitario, la cual garantiza la no discriminación por orientación sexual e identidad de género para efectos de custodia de hijos o hijas, filiación y adopción, estén o no las parejas unidas en matrimonio o hubieren tenido o no a sus hijos mediante fertilización humana asistida. Además, se reconoce la maternidad de mujeres transgénero y la paternidad de hombres transgénero en los certificados de nacimiento de sus hijos. Considerando que a través del matrimonio las parejas del mismo sexo pueden acceder a roles parentales, la ley modifica en el Código Civil la referencia a "los padres", utilizándose en su reemplazo la expresión "progenitores". Se entenderán como tales a su madre y/o padre, sus dos madres, o sus dos padres. También se determina que el orden de los apellidos de los hijos de las parejas del mismo sexo lo definen ellos mismos como progenitores y, si no hay acuerdo, el Registro Civil lo someterá a sorteo.
En febrero de 2023, la Superintendencia de Seguridad Social (SUSESO) emitió la Circular 3726 que permite a las parejas del mismo sexo acceder a los beneficios de permiso postnatal parental bajo la Ley 21.400 de Matrimonio Igualitario, independientemente de su sexo, orientación sexual o identidad de género.
La Ley de Matrimonio Igualitario no modificó la Ley de Adopción vigente desde 1999 para incluir el estado civil de «conviviente civil», por lo cual las parejas del mismo sexo que se encuentren unidas mediante una Unión Civil no pueden postular de manera conjunta a los procesos de adopción. En Chile, las personas interesadas en adoptar deben postular al proceso de adopción y ser aprobadas por el Servicio Nacional de Menores (Sename), la principal institución que se encarga de la adopción en el país y que posee el registro de niños y niñas declarados susceptibles de ser adoptados. La aprobación final es concedida por los Tribunales de Familia. Anteriormente a la publicación de la Ley de Matrimonio Igualitario, las personas LGBTI podían postular al proceso de adopción de un menor como solteros, sin impedimento de tener una pareja del mismo sexo. Sin embargo, si el solicitante y su pareja eran declarados idóneos para adoptar, legalmente solo uno de ellos era el padre o madre del menor.
Los programas de «Familias de Acogida Especializada» (FAE) que desarrolla el Sename y organismos colaboradores, incluyen a parejas del mismo sexo. Su objetivo es brindar un hogar temporal a niños gravemente vulnerados en sus derechos y que se encuentran separados de su medio familiar por Tribunales, mientras se restituye su derecho a vivir en una familia definitiva. También existe la posibilidad de que la familia de acogida pueda iniciar una adopción, en caso de que el menor no esté en proceso de ser parte de un nuevo hogar.
El 5 de julio de 2017 el Séptimo Juzgado Civil de Santiago ordenó al Registro Civil la inscripción de dos niños como hijos de dos hombres; la pareja chileno-estadounidense adoptó a ambos niños en 2014 en Connecticut, Estados Unidos. La sentencia fue refrendada en julio de 2019 por la Corte de Apelaciones de Santiago. Finalmente, el 26 de junio de 2020, el Registro Civil inscribió a ambos padres en el acta de nacimiento de ambos hijos. El 8 de junio de 2020, el Segundo Juzgado de Familia de Santiago ordenó al Registro Civil inscribir en el certificado de nacimiento a un niño como hijo de dos mujeres. La pareja se sometió a una técnica de reproducción asistida para tener a su hijo. En septiembre de 2020, un fallo de la Corte de Apelaciones de Iquique reconoció la maternidad de una mujer transgénero en el certificado de nacimiento de su hijo de 13 años.
El 8 de mayo de 2019, la Cámara de Diputadas y Diputados aprobó por 104 votos a favor, 35 en contra y 4 abstenciones, el Proyecto de ley de "Reforma integral al sistema de adopción en Chile" que permite y garantiza la adopción conjunta y por integración por parte de parejas del mismo sexo, unidas de hecho o con unión civil y la adopción por parte de personas LGBTI solteras. Además, prohíbe la discriminación por orientación sexual e identidad de género en los procesos de adopción. El proyecto de ley sigue su tramitación en el Senado

### Leyes y medidas antidiscriminación
Durante el gobierno de Ricardo Lagos, se aprobó en la Cámara de Diputados el "Proyecto de Acuerdo contra los Delitos por Homofobia e Identidad de Género". El texto constituye el primer pronunciamiento del Poder Legislativo sobre las minorías sexuales, y pide al gobierno, los tribunales y las policías actuar sin discriminación, y con la máxima rigurosidad, en los delitos que afecten a esta comunidad.

#### Ley antidiscriminación
La Ley 20.609 que establece medidas contra la discriminación, presentada en la Cámara de Diputados por el gobierno de Ricardo Lagos en marzo de 2005,  incluye entre sus categorías protegidas a la orientación sexual y la identidad de género. La Ley de Identidad de Género, promulgada en noviembre de 2018, agrega a la expresión de género como categoría protegida de la discriminación.
En marzo de 2012, el gobierno encabezado por Sebastián Piñera puso urgencia a la tramitación del proyecto de ley luego de que el joven Daniel Zamudio fuera asesinado a causa de una brutal tortura. Finalmente, en mayo de 2012 la ley fue aprobada por el Congreso Nacional de Chile siendo promulgada a través del Diario Oficial de la República de Chile en julio de 2012.
El 30 de julio del mismo año, una pareja de lesbianas denunció que el Motel Marín 014 les había impedido el ingreso en razón de su orientación sexual, ante lo cual presentaron un recurso de protección, en el marco de una acción de no discriminación. El Tercer Juzgado Civil de Santiago acogió la denuncia presentada y falló a favor de la pareja, convirtiéndose en la primera condena en el marco de la denominada «Ley Zamudio», sentando un precedente para que a ninguna persona se le niegue un servicio o producto en razón de su orientación sexual o identidad de género. La sentencia dispone que el recinto deberá abstenerse de prohibir o restringir de cualquier modo el ingreso de parejas homosexuales a sus establecimientos, y asimismo, deberá pagar una multa de 50 Unidades Tributarias Mensuales (UTM), cerca de 4.000 dólares.

#### Trabajo
La reforma laboral que modifica el Código del Trabajo, promulgada en septiembre de 2016, prohíbe explícitamente en su artículo 2 los actos de discriminación por motivos de orientación sexual e identidad de género. La Ley 21.015 de Inclusión Laboral promulgada en mayo de 2017, que modifica la Ley sobre Estatuto Administrativo, prohíbe todo acto de discriminación arbitraria que se traduzca en exclusiones o restricciones, basadas en la orientación sexual y la identidad de género.
El artículo 207 ter. del Código del Trabajo establece que los derechos que correspondan a la madre trabajadora referidos a la protección a la maternidad, serán aplicables a la madre o persona gestante, con independencia de su sexo registral por identidad de género. A su vez, los derechos que se otorgan al padre también serán aplicables al progenitor no gestante. Esta protección legal se agregó como parte de la Ley de Matrimonio Igualitario.
El Dictamen Ord. 147 emitido por la Dirección del Trabajo en 2022 informa que "El trabajador transgénero masculino en estado de embarazo tiene derecho a las garantías que otorgan todas las normas protectoras de la maternidad, paternidad y vida familiar regulada en el Título II del Libro II del Código del Trabajo, resultando por tanto obligatorio para el empleador en el caso concreto proveer el mismo trato conferido a las trabajadoras mujeres en dicho estado".
En 2004, el Ministerio de Trabajo y la Dirección del Trabajo al objeto de prevenir las exclusiones laborales por orientación sexual o identidad de género, emitió un dictamen donde reconoce expresamente que los principios de no discriminación garantizados en el Código del Trabajo y la Constitución son aplicables a las minorías sexuales. El 2014 el dictamen fue actualizado, de acuerdo a los efectos de la Ley Antidiscriminación.
En diciembre de 2015, el Juzgado de Letras del Trabajo condenó a la Municipalidad de Talca a pagar una alta suma de dinero por despedir a tres funcionarios debido a su orientación sexual. El fallo del tribunal obliga además al alcalde Juan Castro Prieto, y otros funcionarios, a capacitarse en "Derechos fundamentales dentro de la empresa y el sector público".

#### Educación
En 2009, bajo el gobierno de Michelle Bachelet, se aprobó una nueva Ley General de Educación, que incluyó los principios de no discriminación y de respeto a la diversidad. La Ley Sobre Violencia Escolar, promulgada en 2011, tiene un impacto positivo directo en el combate contra la homofobia y la transfobia en las aulas.
En 2015, el Ministerio de Educación dio a conocer que la política Nacional de Convivencia Escolar 2015-2018, incluye a la diversidad sexual. Además, la incorporación del "Día Internacional contra la Homofobia y la Transfobia" en el Calendario Escolar 2016, donde se pide a los colegios desarrollar acciones educativas, artísticas, culturales o deportivas de conmemoración.
La Ley de Inclusión Escolar, que comenzó a regir en marzo de 2016, garantiza la no discriminación por orientación sexual e identidad género.
La Ley 21.369 que Regula el Acoso Sexual, la Violencia y la Discriminación de Género en el Ámbito de la Educación Superior, promulgada el 30 de agosto de 2021, establece como objetivo "promover políticas integrales orientadas a prevenir, investigar, sancionar y erradicar el acoso sexual, la violencia y la discriminación de género, y proteger y reparar a las víctimas en el ámbito de la educación superior, con la finalidad de establecer ambientes seguros y libres de acoso sexual, violencia y discriminación de género, para todas las personas que se relacionen en comunidades académicas de educación superior, con prescindencia de su sexo, género, identidad y orientación sexual".

#### Vivienda
El Ministerio de la Vivienda y Urbanismo emitió el 2009 un instructivo donde extendió en forma oficial el beneficio de subsidio habitacional para cónyuges a parejas constituidas por personas del mismo sexo, además de reconocer la condición de familia de este tipo de vínculos. Tras ello, todos los subsidios para parejas y familias dejaron de hacer distinciones por la orientación sexual o la identidad de género.
En 2013, el mismo Ministerio confirmó que el subsidio para el arriendo beneficia a todas las familias y parejas jóvenes que viven de allegadas, sin importar su orientación sexual o identidad de género. Desde 2016 el nuevo Registro Social de Hogares, cuyo objetivo es proporcionar beneficios sociales, reconoce a parejas convivientes del mismo sexo.

#### Donación de sangre
En 2013, el Ministerio de Salud emitió un nuevo reglamento, la "Norma General Técnica que regula el procedimiento de atención a donantes de sangre", que termina definitiva y formalmente con las restricciones para que las personas puedan donar sangre en bancos públicos y privados en razón de su orientación sexual.

#### Inmigración y asilo
La Ley de Migración y Extranjería, promulgada el 11 de abril de 2021, prohíbe la discriminación arbitraria por razón de orientación sexual y la identidad de género. Además, ofrece protección a inmigrantes LBGT que soliciten asilo.
El Artículo 10 sobre "Protección complementaria" establece que "A los extranjeros solicitantes de refugio que no les fuere reconocida tal calidad, se les podrá otorgar protección complementaria". Ningún extranjero titular de protección complementaria podrá ser expulsado o devuelto al país donde su derecho a la vida, integridad física o la libertad personal corran riesgo de ser vulneradas en razón de su raza o etnia, nacionalidad, religión o creencia, condición social, ideología u opinión política, orientación sexual o identidad de género.

#### Ley de Garantías de la niñez y adolescencia
La Ley 21.430 de “Garantías y Protección Integral de los Derechos de los Niños, Niñas y Adolescentes” es la primera norma que protege de manera explícita e integral a los niños, niñas y adolescentes pertenecientes a la diversidad sexual y de género. Brinda protección contra la discriminación, la violencia y la coacción, y reconoce el derecho de los niños, niñas y adolescentes a desarrollar su identidad de género. También reconoce la diversidad familiar al enfatizar la existencia de padres y/o madres en 22 artículos. La ley fue publicada en el Diario Oficial de la República de Chile el 15 de marzo de 2022 y entró en vigencia a partir de la fecha de su publicación.
El artículo 8 sobre “Igualdad y no discriminación arbitraria” establece que "Ningún niño, niña o adolescente podrá ser discriminado en forma arbitraria en razón de su sexo, orientación sexual, identidad de género, expresión de género y características sexuales, entre otras categorías.
El artículo 26 sobre el “Derecho a la identidad” establece que "Todo niño, niña o adolescente tiene derecho a conocer la identidad de sus padres y/o madres, su origen biológico, a preservar sus relaciones familiares de conformidad con la ley, a conocer y ejercer la cultura de su lugar de origen y, en general, a preservar y desarrollar su propia identidad e idiosincrasia, incluida su identidad de género, conforme a la legislación vigente".
El artículo 36 basado en el “Derecho a la protección contra la violencia” establece que "Los niños, niñas y adolescentes serán protegidos contra cualquier tipo de coacción, con móvil discriminatorio, por razones de orientación sexual, identidad o expresión de género, entre otras. Los órganos de la Administración crearán y fomentarán programas sobre los derechos sexuales y respeto a la diversidad de los niños, niñas y adolescentes, que incluya, en su caso, el acompañamiento social a quienes lo soliciten, sin perjuicio de la posibilidad del servicio de ofrecerlos libremente".

#### Otras áreas
En mayo de 2014 se promulgó la Ley 20.750 que permite la Introducción de la Televisión Digital Terrestre, modificando la ley que crea el Consejo Nacional de Televisión, cuya función principal es velar por el correcto funcionamiento de los servicios de televisión. A los efectos de esta ley, se entiende por el correcto funcionamiento de estos servicios el respeto permanente, a través de su programación, al pluralismo, el cual se entenderá como el "respeto a la diversidad social, cultural, étnica, política, religiosa, de género, de orientación sexual e identidad de género, siendo deber de los concesionarios y permisionarios de servicios de televisión, regulados por esta ley, la observancia de estos principios".
La Ley que Crea la Subsecretaría de Derechos Humanos, promulgada el 2015, contempla un Plan Nacional de Derechos Humanos que, entre sus fines, busca prevenir la discriminación, con expresa mención a la Ley Antidiscriminación.

### Leyes contra crímenes de odio y tortura
El artículo 17 de la Ley contra la discriminación, tipifica los delitos de odio modificando el Código Penal, agregando una nueva agravante de responsabilidad criminal. El artículo 12 del Código Penal, establece en su numeral 21 lo siguiente: 

«Cometer el delito o participar en él motivado por la ideología, opinión política, religión o creencias de la víctima; la nación, raza, etnia o grupo social a que pertenezca; su sexo, orientación sexual, identidad de género, edad, filiación, apariencia personal o la enfermedad o discapacidad que padezca».

La Ley que tipifica el delito de tortura, aprobada en octubre de 2016, introduce modificaciones en el Código Penal. Se sustituye el artículo 150-A, estableciendo:

«Se entenderá por tortura todo acto por el cual se inflija intencionalmente a una persona dolores o sufrimientos graves, ya sean físicos, sexuales o psíquicos, con el fin de obtener de ella o de un tercero información, declaración o una confesión, de castigarla por un acto que haya cometido, o se le impute haber cometido, o de intimidar o coaccionar a esa persona, o en razón de una discriminación fundada en motivos tales como la ideología, la opinión política, la religión o creencias de la víctima; la nación, la raza, la etnia o el grupo social al que pertenezca; el sexo, la orientación sexual, la identidad de género, la edad, la filiación, la apariencia personal, el estado de salud o la situación de discapacidad».

#### Ley Gabriela
La Ley 21.212 conocida como "Ley Gabriela", promulgada en marzo de 2020, modificó el Código Penal en materia de tipificación del femicidio y de otros delitos contra las mujeres. La norma considera que el asesinato de una mujer por razones de género existe cuando la muerte se produzca en la circunstancia de haberse realizado con motivo de la orientación sexual, identidad de género o expresión de género de la víctima.

#### Ley Antonia
La Ley 21.523 conocida como "Ley Antonia", promulgada el 19 de diciembre de 2022, tipifica como delito el suicidio femicida (artículo 390 sexies) basado en la orientación sexual, identidad de género o expresión de género de la víctima (artículo 390 ter). Además, modifica diversos cuerpos legales para mejorar las garantías procesales y proteger los derechos de las víctimas de los delitos sexuales.

### Terapias de conversión

Prohibición sobre las terapias de conversión en el mundo
Prohibición penal de la terapia de conversión por motivos de orientación sexual y/o identidad de género
Prohibición de las terapias de conversión, solo aplica a profesionales de la salud
Prohibición de terapia de conversión pendiente o propuesta
Sin prohibición

Hasta julio de 2023, en Chile existen dos medidas legales que prohíben la práctica de la “terapia de conversión” o los esfuerzos para modificar la orientación sexual, la identidad de género o la expresión de género de una persona. Desde 2021, la Ley sobre Salud Mental establece una prohibición indirecta que impide que los profesionales de la salud participen legalmente en esfuerzos de cambio de identidad u orientación sexual. En marzo de 2023, el Ministerio de Salud instruye mediante la Circular B2 N.º 6 a todos los prestadores individuales e institucionales de salud, tanto públicos como privados, la prohibición de la implementación de las “terapias de conversión o reparativas” por no ser prácticas clínicas válidas. Por otra parte, el Ministerio reconoce que los diagnósticos del estado de salud mental no pueden basarse en criterios relacionados de forma sesgada con la orientación sexual o identidad de género y expresión de género.
El 3 de agosto de 2021, el Senado aprobó el proyecto de ley que modifica y fortalece la ley N.º 20.609, que establece medidas contra la discriminación, incorporando como discriminación arbitraria todo acto, práctica y/o tratamiento médico, psicológico, psiquiátrico o de cualquier otra naturaleza que tenga como objetivo modificar la orientación sexual o la identidad y expresión de género de una persona o un grupo de personas.
La Ley 21.331 del Reconocimiento y Protección de los Derechos de las Personas en la Atención de Salud Mental, promulgada el 23 de abril de 2021, establece en su artículo 7 que "el diagnóstico del estado de salud mental debe establecerse conforme dicte la técnica clínica, considerando variables biopsicosociales. No puede basarse en criterios relacionados con el grupo político, socioeconómico, cultural, racial o religioso de la persona ni con su identidad u orientación sexual, entre otros". La ley fue aprobada por la Cámara de Diputados el 18 de octubre de 2017. El 10 de marzo de 2021, el Senado aprobó el proyecto de ley con modificaciones. El 16 de marzo de 2021, la Cámara Baja aprobó el nuevo texto propuesto. La medida fue publicada en el Diario Oficial el 11 de mayo de 2021.
En 2015, el Colegio de Psicólogos de Chile anunció oficialmente su rechazo a las "terapias reparativas para curar la homosexualidad", considerando sanciones a los profesionales colegiados que las realicen. Por otro lado, en febrero de 2016, el Ministerio de Salud (Minsal) se pronunció oficialmente contra las terapias reparativas de la homosexualidad, sosteniendo que “las prácticas conocidas como “terapias reparativas” o “de reconversión de la homosexualidad” representan una grave amenaza para la salud y el bienestar, inclusive la vida de las personas afectadas”.

### Servicio militar
Desde 2012 en el Ejército de Chile, el entonces comandante en jefe, Juan Miguel Fuente-Alba, informó la derogación de todas las reglas y normas internas que impedían el ingreso de personas LGBTI a sus filas. También pidió sus “más sinceras disculpas” por aquellas normas y se convirtió en el primer máximo representante del Ejército en reunirse con el movimiento LGBTI, hecho inédito en América.
La cita con el Movimiento de Integración y Liberación Homosexual (Movilh) tuvo lugar tras conocerse dos instructivos, uno del Ejército y otro de las Fuerzas Armadas de Chile, que impedían el ingreso de homosexuales a sus filas. Fuente-Alba reiteró que dichos instructivos ya han sido eliminados.
En 2014, el Gobierno de Chile, a través del Ministerio de Defensa, creó el Comité por la Diversidad y la no Discriminación que tendrá como meta avanzar en medidas concretas para erradicar las exclusiones arbitrarias de las Fuerzas Armadas. La instancia, que está conformada por representantes de todas las ramas de las Fuerzas Armadas, prohíbe expresamente la discriminación por orientación sexual e identidad de género.
El 27 de agosto del mismo año el marino Mauricio Ruiz se convirtió en el primer uniformado de las Fuerzas Armadas en asumir públicamente su orientación sexual con el apoyo de la Armada de Chile.
En 2015 las transformaciones continuaron profundizándose. Al inicio de año el comandante en Jefe, Humberto Oviedo, marcó la pauta en su primer reporte de gestión institucional, donde hizo referencia a la realidad de variados sectores discriminados, como las mujeres, los pueblos originarios, las personas con capacidades diferentes y la diversidad sexual. “En temas de diversidad sexual, no podemos desconocer que ha habido hechos que, tras la promulgación de la ley antidiscriminación, nos impulsaron a revisar nuestra reglamentación y nuestras disposiciones, pero la política institucional es clara: todos los que quieran servir a Chile a través del Ejército lo pueden hacer”, enfatizó Oviedo. 
Consciente de que la temática antidiscriminatoria requiere de una regulación más específica, y por cierto de un cambio cultural al interior del Ejército, Oviedo emitió el 29 de mayo de 2015 una Orden de Comando para ampliar y complementar el documento que el 10 de septiembre del 2012 había derogado todas las normas contrarias a la Ley Antidiscriminación. Ahí se estableció, enfáticamente, que el “Ejército de Chile, como institución que se debe y pertenece a todos los chilenos sin excepción, no discrimina arbitrariamente en razón de raza o etnia, situación socioeconómica,  religión o creencia, sexo, orientación sexual, identidad de género, estado civil, filiación, apariencia personal o cualquier otra razón”. A la par sostuvo que las conductas discriminatorias de sus funcionarios se encuentran “expresa y definitivamente prohibidas”. Si alguien infringe dicho principio, incurrirá “en gravísima falta, independiente del grado condición jerárquica, categoría y/o modalidad contractual”, señala la Orden de Comando.
En abril de 2016, un suboficial de Carabineros fue el primer uniformado chileno en contraer una unión civil con su pareja del mismo sexo. En 2020, el Ejército de Chile incorporó oficialmente por primera vez en sus filas a un hombre transgénero, el joven Benjamín Barrera Silva.

### Institucionalidad

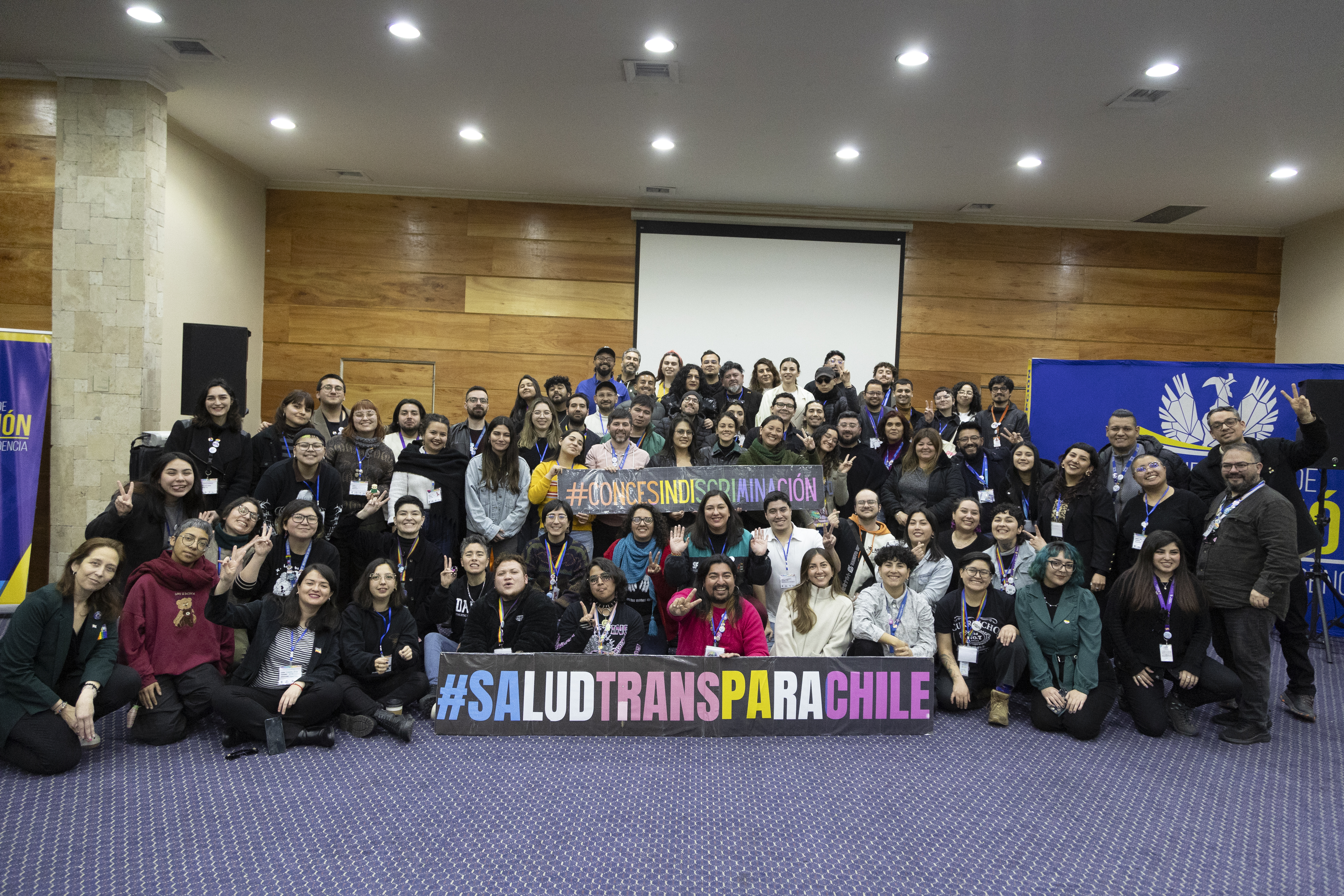
Foto del tercer Encuentro de Oficinas Municipales de Diversidad, realizado entre el 19 y el 21 de agosto de 2024 en la ciudad de Concepción, organizado por la Red Diversa, y la Oficina de Diversidad y No Discriminación de la Municipalidad de Concepción. Los dos encuentros anteriores se realizaron en 2022 en Valparaíso y en 2023 en Melipilla.

La primera institucionalidad estatal enfocada en la diversidad sexual y la eliminación de la discriminación en Chile, de que se tiene registro, fue la Oficina de la Diversidad y la Tolerancia de la Municipalidad de La Pintana, siendo una de las primeras municipalidades en Chile en desarrollar dicho tipo de espacios para generar integración de la diversidad sexual. Luego, el 2008 se creó en la Municipalidad de Santiago la Oficina de Diversidad; oficina que desde el 2022 se encuentra dentro de la Subdirección de Igualdad de Género, Diversidad Sexual e Inclusión. A contar de entonces, han sido diversas Municipalidades que han levantado por iniciativa propia oficinas o programas de diversidad sexual, generalmente ligado a ordenanzas de no discriminación. El 2014 se creó la "Red de Municipalidades por la Diversidad, Inclusión y No Discriminación" (abreviado como la "Red Diversa") que agrupa aquellas Municipalidades que cuentan con alguna oficina o programa enfocado en la comunidad LGBTIQA+, originalmente formado por las comunas de Santiago, Providencia, Independencia, Recoleta, La Reina, La Pintana, Maipú, San Ramón, de la Región Metropolitana de Santiago; Coquimbo, de la Región de Coquimbo; San Antonio, de la Región de Valparaíso, y; Rancagua, de la Región del Libertador General Bernardo O'Higgins. Hasta el 2024, a dicha red se han sumado más de 60 municipalidades a lo largo del país, y 7 municipios están pendientes de ingresar a la agrupación.
El año 2006, en los orígenes de la Ley Antidiscriminación (conocida posteriormente como "Ley Zamudio"), el senador Jaime Naranjo ingresó la iniciativa de crear un "Consejo para la prevención y eliminación de las formas de discriminación". La propuesta señalaba que dicha institucionalidad sería de carácter público autónomo, con patrimonio propio, y presencia de la sociedad civil; cuya dirección estaría a cargo de 12 miembros: tres consejeros elegidos por cada poder del estado (uno por cada poder), cuatro consejeros elegidos por las instituciones gubernamentales que tengan trabajo con grupos vulnerables, y cinco concejeros elegidos de entre las instituciones no gubernamentales que trabajen con grupos de vulnerabilidad social. Dicha iniciativa fue declarada inadmisible por el presidente de la comisión de Derechos Humanos, Nacionalidad y Ciudadanía del Senado de ese entonces, Carlos Kuschel, por lo que finalmente no se implementa. Luego, el proyecto de ley no continuó avanzando hasta el 2012 con el fallecimiento de Daniel Zamudio. En mayo de 2012, el Movimiento por la Diversidad Sexual (MUMS) propuso la creación de una institucionalidad nacional ante la comisión que revisaba el proyecto, mencionando que en su discusión original se había propuesto, cuestión que finalmente no se incorporó en el proyecto que finalmente se aprobó. En 2015, la misma organización inició una campaña para la creación de un "Instituto Nacional de la Diversidad y la Inclusión - INADI", semejante al existente en otros países como Argentina.
En mayo de 2023, las organizaciones MOVILH y Fundación Iguales solicitaron al gobierno que se formalice la creación de una institucionalidad nacional de no discriminación. En el día 28 de junio de 2023, en el marco del orgullo LGBTIQ+, el gobierno del presidente Gabriel Boric anunció que propondrá al Congreso la creación de institucionalidad antidiscriminación dentro de la Subsecretaría de Derechos Humanos,  propuesta que ingresó a la Cámara de Diputados el 31 de julio mediante una indicación a la reforma a la Ley Antidiscriminación, que en ese entonces se tramitaba en segundo trámite constitucional, y que incluye:
- La creación de un "Consejo de Igualdad y No Discriminación Arbitraria", compuesto por miembros de distintos ministerios, del Congreso Nacional, del Poder Judicial, del INDH, de la Defensoría de la Niñez y de la sociedad civil. A su vez, tendrá como invitados permanentes a un representante del sector empresarial y a un representante de las organizaciones sindicales, quienes tendrán solo derecho a voz.
- La creación de la "División de Igualdad y No Discriminación", que contará con un jefe de división nacional y 13 profesionales.

En junio de 2024 fue rechazada la idea de legislar el proyecto en la Cámara de Diputadas y Diputados, por lo que pasará a tercer trámite constitucional, formándose una comisión mixta para resolver sobre el proyecto.

## Opinión pública

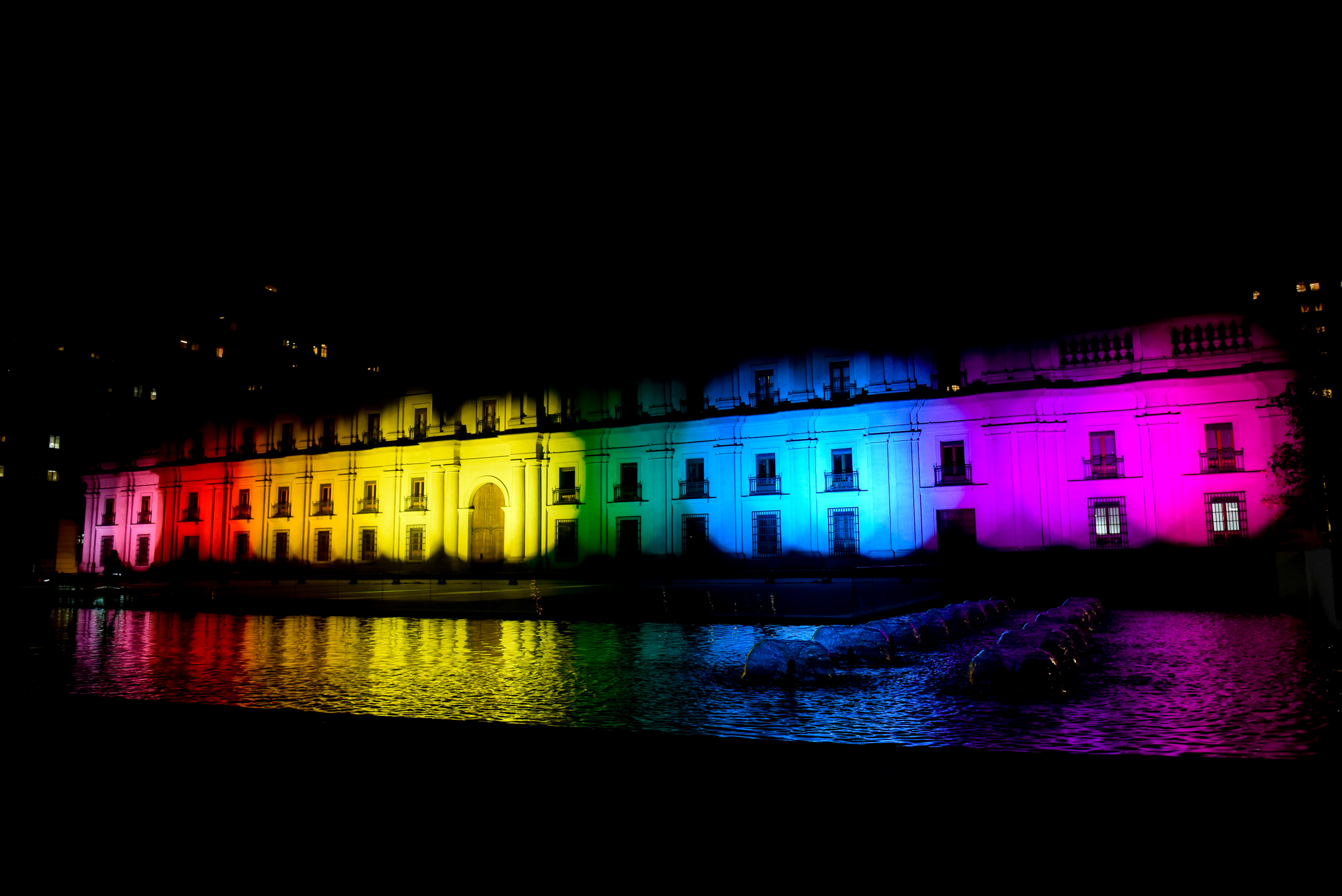
El Palacio de la Moneda iluminado con los colores de la bandera LGBT, el Día Internacional contra la Homofobia, la Transfobia y la Bifobia

La homosexualidad, caracterizada históricamente como un tema tabú dentro de la sociedad chilena, ha vivido desde finales del siglo XX hasta la actualidad una sistemática aceptación, manifestando la opinión pública una tolerancia y apoyo cada vez mayor al reconocimiento de los derechos de la diversidad sexual y de género.

### Homosexualidad
Los resultados de la Encuesta Nacional de Sexualidad y Género (Enssex) 2022-2023, realizada por el Ministerio de Salud, indican que el 80,8% de la población mayor de 18 años a nivel nacional está muy de acuerdo o de acuerdo con la frase “la homosexualidad es una forma de vivir la sexualidad tan válida como cualquier otra”, revelando un cambio de la sociedad chilena respecto a la homosexualidad. Los resultados del Estudio de Comportamiento Sexual en el Cono Sur (COSECON), reveló que para el año 1998 un 94,6% de la población estaba en algo o muy en desacuerdo con la pregunta "¿Está de acuerdo, algo en desacuerdo o muy en desacuerdo con que los hombres tengan relaciones sexuales con hombres o que las mujeres tengan relaciones sexuales con mujeres?".
Según un estudio efectuado por la Fundación Ideas en 1997, el 70,6 % de los chilenos declaraba que «los médicos deberían investigar más las causas de la homosexualidad para evitar que sigan naciendo gais». Asimismo, el 45,2 % consideraba que la homosexualidad debiera estar prohibida por ser antinatural. Tres años después, el mismo estudio demuestra un aumento sostenido de la tolerancia de la opinión pública. El 57,3 % de los chilenos pensaba que los médicos deberían investigar más la homosexualidad mientras que el 31,6 % quería que la homosexualidad volviera a ser prohibida.

Pew Global Attitudes Project 2013. Porcentaje de encuestados que se han inclinado por la opción «La homosexualidad debe ser aceptada por la sociedad».
81 a 90 %
71 a 80 %
61 a 70 %
51 a 60 %
41 a 50 %
31 a 40 %
21 a 30 %
11 a 20 %
1 a 10 %
sin datos

En 2004, un estudio de Fundación Chile 21 denominado  "Opción Sexual y Discriminación" aplicado en diez ciudades del país, reveló una caída en la intolerancia hacia homosexuales. Según la investigación, el 94 % reconoció que los gais y lesbianas “son discriminados en el país”, mientras el 84 % estimó que la homofobia es injustificada por cuanto "todos somos iguales, con los mismos derechos", "es una opción de vida que hay que respetar", o "porque los homosexuales también son ciudadanos". Solo el 15 %, en tanto, estimó que la homofobia se justifica ya sea porque las minorías sexuales "no son un buen ejemplo para los jóvenes", "son personas enfermas" o "son inmorales y causan desconfianza". Un claro índice de disminución de los prejuicios se apreció en el hecho que el 85 % de los encuestados sostuvo que la pedofilia no tiene relación con las minorías sexuales, pues   tal   delito "lo pueden cometer por igual personas homosexuales y heterosexuales". Además, el 72 % votaría por un candidato gay o lesbiana si comparte sus puntos de vista.
De acuerdo a una investigación del Centro de Investigaciones Pew de 2013, en Chile el 68 % estuvo de acuerdo con la opción «La homosexualidad debe ser aceptada por la sociedad». Las mujeres se mostraron más favorables a esta afirmación que los hombres, con el 74 % y el 62 % respectivamente. Chile se ubicó en el 11.º lugar de 39 países encuestados alrededor del mundo, como uno de los más tolerantes hacia la homosexualidad.
En 2016, un estudio mundial de la Asociación Internacional de Gays y Lesbianas (ILGA) que incluyó a Chile, reveló que ante la pregunta «¿Conoce usted personalmente a alguien que se siente atraído por personas del mismo sexo o que se identifica como gai, lesbiana o bisexual?», el 64 % de los encuestados respondieron "Sí", el 25 % dijo "No", y el 11 % declaró no saber. Además, el 38 % de los chilenos declaró conocer personalmente a alguien que se identifica como transgénero, mientras que el 47 % reconoció no conocer a alguien que se identifique con el sexo opuesto. El estudio demuestra, ante una serie de interrogantes, una percepción positiva y un mayoritario apoyo hacia las personas lesbianas, gais, bisexuales, transgénero e intersexuales.
| Pregunta | De acuerdo     | Neutro        | En desacuerdo |
| --- | -------------- | ------------- | ------------- |
| Se debe permitir que adultos tengan relaciones privadas consensuales con personas de su mismo sexo.                                    | 40%            | 36 %          | 24 %          |
| El bullying a jóvenes que se identifican o son percibidos como LGBTI es un problema significativo.                                     | 42%            | 22%           | 36%           |
| Los derechos humanos deben aplicarse a todos, sin importar a quién se sientan atraídos o al género con el que se identifican.          | 73 %           | 16 %          | 10 %          |
| Pregunta | En desacuerdo  | Neutro        | De acuerdo    |
| Ser LGBTI debe ser considerado un delito.                                                                                              | 65 %           | 22 %          | 13 %          |
| El sexo se asigna al momento del nacimiento y nunca cambia.                                                                            | 27 %           | 32 %          | 41%           |
| La atracción hacia el mismo sexo es un fenómeno del mundo occidental.                                                                  | 42%            | 39 %          | 19 %          |
| Pregunta | Sí             | No sabe       | No            |
| Si una niña siempre se viste y se expresa como un niño, ¿lo encontrarías aceptable?                                                    | 45%            | 25 %          | 30 %          |
| Si un niño siempre se viste y se expresa como una niña, ¿lo encontrarías aceptable?                                                    | 41%            | 27 %          | 32 %          |
| ¿Debe ser legal el matrimonio entre personas del mismo sexo?                                                                           | 48 %           | 20 %          | 32 %          |
| Pregunta | No             | No sabe       | Sí            |
| ¿Cree usted que los niños cuyos genitales son poco claros al nacer deben asignarles quirúrgicamente un sexo por profesionales médicos? | 43 %           | 38 %          | 19 %          |
| Pregunta | No me preocupa | Algo incómodo | Muy incómodo  |
| ¿Cómo te sentirías si tu vecino fuera gai o lesbiana?                                                                                  | 85 %           | 8 %           | 7 %           |
| Pregunta | No me molesta  | Algo molesto  | Muy molesto   |
| ¿Le molestaría si uno de sus hijos le dijera que está enamorado de alguien de su mismo sexo?                                           | 44 %           | 37 %          | 20 %          |

### Reconocimiento legal de parejas del mismo sexo
Respecto a la unión civil, aunque históricamente han existido menos estudios al respecto, la ciudadanía se ha mostrado consistentemente a favor de estas. Según la encuesta de Cadem realizada en noviembre de 2014, el 65 % de los chilenos se muestran a favor del Acuerdo de unión civil aprobado en enero del año siguiente. Mientras que el derecho de las parejas homosexuales a adoptar un niño recibe el 44 % de apoyo y el 51 % de rechazo.
Con respecto al matrimonio entre personas del mismo sexo, encuestas recientes muestran que la mayoría de la población está a favor. En 2004 solo el 24 % se mostraba a favor del matrimonio igualitario, pero en 2009 este apoyo creció al 33,2 % sumado al 26,5 % de apoyo a la adopción por parte de parejas homosexuales. La encuesta LAPOP 2010 para Chile mostró un apoyo del 38 % de los encuestados. El apoyo era más fuerte entre las mujeres, donde llega al 42 %, mientras en los hombres es del 34 %. También existían notorias diferencias comparando por niveles socioeconómicos (53 % en clase alta y 33 % en clase baja) y por nivel de escolaridad (48 % para egresados de educación superior, mientras 26 % en los que solo obtuvieron educación primaria). En Santiago, el apoyo sería superior al promedio nacional, llegando al 41 % de apoyo en 2011.
El apoyo entre la población más joven es mayor: de acuerdo con el Instituto Nacional de la Juventud, en 2009 el 56 % de los jóvenes entre 15 y 29 años apoyaba el matrimonio igualitario y el 51,3 % la adopción por parte de parejas homosexuales. Cinco años después, en un estudio realizado hacia el mismo grupo etario que abarcó diferentes aspectos sobre la diversidad sexual y su relación con la juventud, el 70 % de los jóvenes se mostraba de acuerdo con permitir el matrimonio igualitario, mientras que el 29% se manifestaba en desacuerdo. El apoyo es mayor entre las mujeres (75 %) que entre los hombres (65 %), en la gente de clase alta (75 %), versus los jóvenes de clase media (73 %) y de clase baja (64 %), entre quienes viven en Santiago (72 %), que entre la gente del resto del país (68 %) y entre quienes son poco o nada religiosos (77 %) versus quienes son algo (73 %), mucho y bastante religiosos (50 %). Respecto a la unión civil (llamada Acuerdo de vida en pareja en el momento de la encuesta) el 79 % se mostró de acuerdo mientras el 19 % dijo estar en desacuerdo con la iniciativa.
La encuesta que hasta el momento ha demostrado un mayor apoyo hacia el matrimonio entre personas del mismo sexo fue realizada por Cadem en enero de 2017 y muestra que el 64 % de los chilenos está a favor, mientras que el 32 % se manifiesta en contra. El apoyo es mayor entre quienes declaran no tener religión (71 %) y entre los católicos (66 %), mientras que es más bajo entre los evangélicos (41 %). Al mismo tiempo, quienes se identifican con la centro-izquierda (72 %) y el centro (71 %) muestran mayor adherencia a aprobar el matrimonio igualitario que quienes se identifican como independientes (64 %) y como de centro-derecha (55 %)

### Identificación LGBT+ en jóvenes
El 22 de noviembre de 2022 el Instituto Nacional de la Juventud (Injuv) publicó su sondeo trianual titulado «Encuesta Nacional de Juventudes», el cual reveló que el 12 % de los encuestados (jóvenes entre 15 y 29 años) se declara como parte de la comunidad LGBT+, más del doble que lo señalado en la encuesta de 2018 (5,1 %). De aquel grupo, el 54,9 % se identificó como bisexual, el 18,4 % como pansexual, el 12,5 % como gay, el 6,7 % como lesbiana y el 6,3 % como asexual; además, el 1,7 % de los encuestados identificados como LGBT+ declaró poseer una identidad de género distinta a su sexo.

## Cultura LGBTI

### Cine
La homosexualidad en el cine chileno es una temática que se ha retratado en pocas ocasiones y de una manera más explícita a partir del siglo XXI. El primer personaje homosexual en una película chilena fue interpretado por el actor Luis Alarcón en Caluga o menta (1990).[cita requerida]
Dentro de las películas que abordan en un sentido amplio la temática LGBTI se incluyen: Muñeca (2008), Lokas (2009), Des/esperando (2010), Drama (2010), Gatos viejos (2010), Mapa para conversar (2011), Otra película de amor (2011), Joven y alocada (2012), Mi último round (2012), La visita (2014), En la gama de los grises (2015), Locas perdidas (2015), Nasty Baby (2015), cinta chileno-estadounidense; Días contados  (2016), Jesús (2016), Nunca vas a estar solo (2016), Rara (2016), Hazlo como hombre  (2017), Una mujer fantástica (2017), Cola de mono (2018), Marilyn (2018), El príncipe (2019), Los fuertes (2019) y Tengo miedo torero (2020).
Los cortometrajes LGBTI incluyen: El regalo (2002), Blokes (2010), La santa (2012), Iglú (2013), Solsticio de primavera para un primer amor (2013), Plutón (2014), San Cristóbal (2015) y Aguas abajo (2015).
Desde 2008 se celebra anualmente en Santiago el «Festival Internacional de Cine LGBTI (Cine Movilh)», siendo la más amplia muestra de cintas nacionales y extranjeras, con temáticas de la diversidad sexual en el país. Tras finalizar el Festival, las cintas recorren diversas ciudades como Arica, Iquique, Antofagasta, Coquimbo, La Serena, Chillán y Puerto Montt, con proyecciones que son organizadas por diversos grupos de la Federación Chilena de la Diversidad Sexual (Fedisech). Desde 2016 se realiza el Festival Internacional de Cine LGBT AMOR, de carácter independiente, que se divide en la competencia internacional y una muestra de producciones chilenas.

### Televisión
Como parte del proceso de apertura experimentado por la televisión chilena a partir de los años 2000 en términos de visibilidad de la homosexualidad en series y telenovelas, sumado a la aparición de personajes abiertamente gay en otro tipo de programas, al ser uno de los medios de comunicación más difundidos e influyentes en todo el país, es en 2015 cuando se transmite por primera vez programación de producción nacional en la señal abierta con contenido exclusivo LGBTI: Happy Together, un docureality de TVN sobre el proceso de formar una familia homoparental por parte de una pareja viviendo en Chile y The Switch Drag Race, un programa de talentos y reality show de Mega acerca del arte del transformismo.

### Turismo
En octubre de 2016, se constituye la primera Cámara de Comercio y Turismo LGBT y Diversidad de Chile (Cclgbt), apoyada por las Subsecretarías de Economía y de Turismo, cuyo objetivo principal es impulsar y vigilar las políticas en materia laboral y comercial que favorezcan los intereses de la comunidad LGBTI.
A pesar de que Chile no cuenta con un destino turístico reconocido popularmente en donde se concentre una alta afluencia de público gay, es en Santiago, la capital y área metropolitana más poblada del país, donde se ha desarrollado, de manera paulatina y en menor medida en comparación a las otras capitales del Cono Sur (Buenos Aires y Montevideo), una cultura LGBTI urbana que se debe a una mayor aceptación social de la homosexualidad, reflejada con la aparición de una oferta orientada específicamente hacia el turismo homosexual, como lo son exposiciones artísticas con temática o interés LGBTI, bares gay, discotecas, hoteles, cafés, restaurantes, saunas, etc. Pese a que no existe un barrio gay propiamente tal, los barrios Bellavista y Lastarria son considerados como «zona rosa», debido a la considerable concurrencia de personas LGBTI al ser un sector con diversos puntos de interés cultural y entretenimiento bohemio de la ciudad. De acuerdo a estadísticas, los turistas homosexuales gastan hasta ocho veces más que uno promedio en el país, siendo sus principales destinos turísticos de interés general las Torres del Paine, las rutas del vino chileno, San Pedro de Atacama, Valparaíso e Isla de Pascua. Adicionalmente, en 2019 fue inaugurado en Pucón el primer hotel boutique gay del país: Hotel Velvet 375, mientras que al año siguiente, se abrió el primer camping LGBTI de Chile en la misma localidad.